# Choeradodinae
Choeradodinae es una subfamilia de mantodeos perteneciente a la familia Mantidae. Es originario de Centroamérica.

## Géneros
Comprende los siguientes géneros:
- Asiadodis
- Choeradodis